# 帕拉德拉
帕拉德拉，是西班牙加利西亚自治区卢戈省的一个市镇。 总面积121平方公里，总人口2545人（2001年），人口密度21人/平方公里。